# Брантон, Ричард Генри
Ричард Генри Брантон (англ. Richard Henry Brunton, 26 декабря 1841 — 24 апреля 1901) — шотландский инженер, руководивший созданием системы морских маяков в Японии в конце XIX века (эпоха Мэйдзи). Известен, как «отец японских маяков». По его проектам и под его руководством в Японии было построено двадцать шесть маяков. С тех пор они известны, как «дети Брантона».
Брантон родился в шотландской деревне Мачаллс (Muchalls) в регионе Абердиншир. В начале своей карьеры он работал на строительстве железных дорог в Шотландии.

## Карьера в Японии

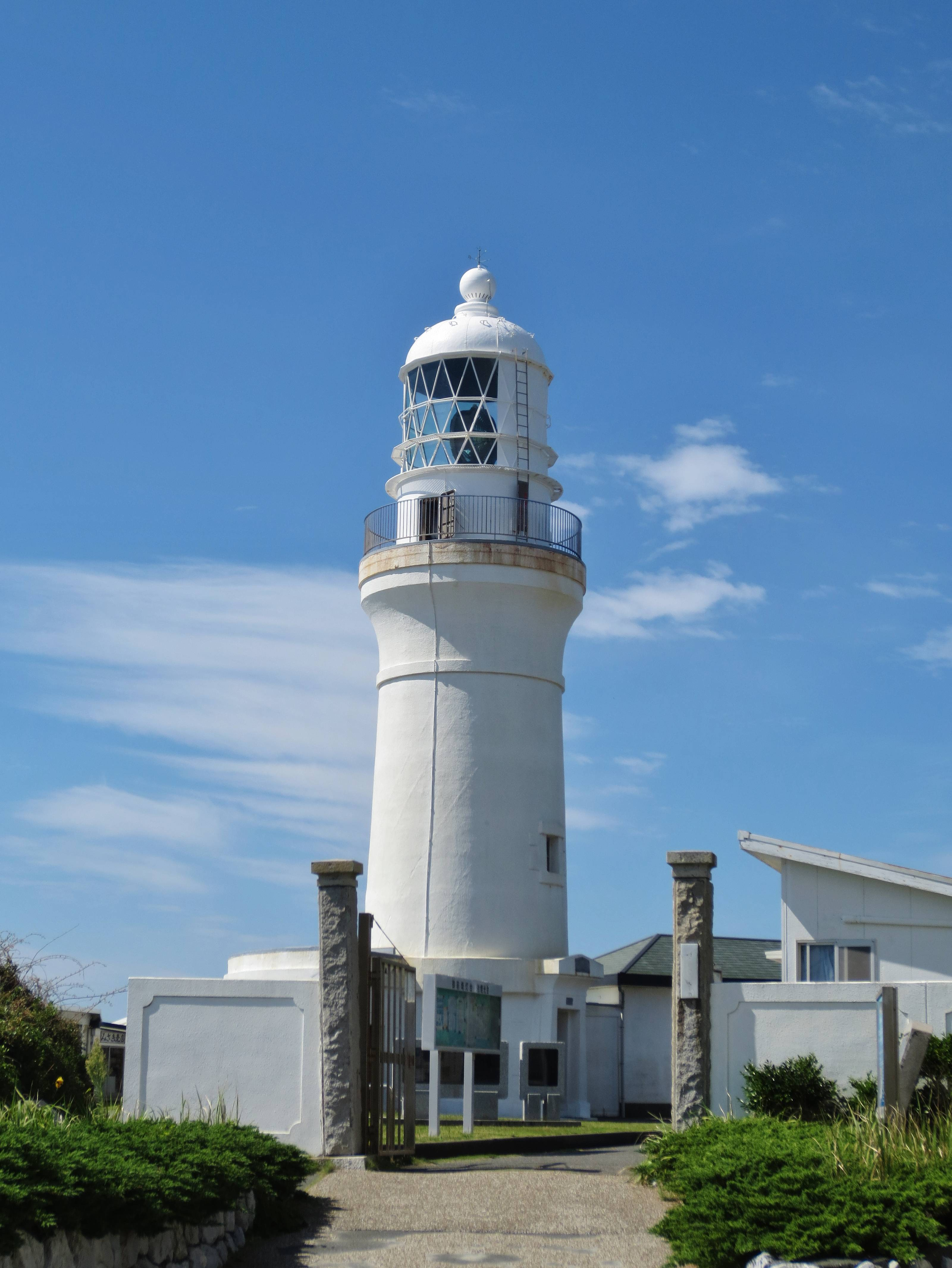
Маяк Омаэдзаки, один из «детей Брантона»

В 1865 году правительство Японии (сёгуната) подписало «Договор о дружбе и торговле» с пятью западными странами. Среди всего прочего, договор обязывал японскую сторону обезопасить своё побережье для судоходства путём строительства маяков. Однако, в Японии не было специалистов, способных выполнить такую техническую задачу. Хотя маяки в Японии строились и до этого времени, но они не соответствовали современным требованиям. В 1867 году японское правительство решило пригласить британских инженеров для выполнения этой задачи. Британское правительство поддержало эту инициативу.
В 1868 году по рекомендации «Шотландского совета маяков» и фирмы Stevenson Brothers Брантон был назначен главным инженером службы маяков Японии. Вскоре после прибытия Брантона режим сёгуната пал, но это не помешало исполнению планов, поскольку новый режим мэйдзи продолжил реализацию проекта создания системы маяков, как и было задумано. Таким образом, Брантон стал одним из «приглашенных иностранцев» — иностранных специалистов, приглашённых правительством Японии для модернизации страны в эпоху мэйдзи.
Брантон работал в Японии на протяжении семи лет. За это время он не только спроектировал двадцать шесть отдельных маяков, но и создал службу маяков Японии по образцу шотландской службы маяков.
Брантон поддерживал усилия правительства Японии по созданию системы технического образования. Он предложил проект создания сети специализированных технических школ. Одна из этих школ, «Техническая школа маяков», открылась уже в ноябре 1870 года. Однако, несмотря на усилия Брантона, этот эксперимент не увенчался успехом: недостаточная проработка учебной программы приводила к недовольству студентов, которые вскоре начали массово прогуливать занятия. Во время создания Императорского колледжа, первого технического высшего учебного заведения Японии (открылся в 1873 году), Брантон вошел в конфликт с Хенри Дайером, которому японское правительство поручило создание колледжа. По мнению Брантона, составленная Дайером программа была слишком теоретической.
Помимо создания системы маяков, Брантон также занимался развитием инфраструктуры в «международном поселении» Иокогамы (районы Каннай и Яматэ). Он принимал участие по созданию систем канализации, газового освещения, телеграфа.
Брантон покинул Японию в 1876 году после конфликта с японскими властями. Вернувшись в Великобританию, он сначала поселился в Глазго, но вскоре переехал в Лондон, где и прожил до конца жизни.

## «Дети Брантона»
Построенные по проектам Брантона маяки известны в Японии, как «дети Брантона». Многие из двадцати шести построенных им маяков сохранились, некоторые продолжают функционировать по прямому назначению. В музее под открытым небом Сикоку-мура можно увидеть дом смотрителя одного из маяков Брантона.

## Память
В Иокогаме Брантону установлен памятник. Могила Брантона, находящаяся на лондонском кладбище West Norwood Cemetery, была отреставрирована в 1991 году по инициативе торгово-промышленной палаты Иокогамы.

## Воспоминания
После возвращения из Японии Брантон написал книгу воспоминаний, Pioneer Engineering in Japan: A Record of Work in helping to Re-Lay the Foundations of Japanese Empire (1868—1876)
Однако издана она была только в 1991 году, одновременно двумя издательствами и под двумя разными названиями:
- Building Japan 1868—1876 by Richard Henry Brunton with an introduction by Hugh Cortazzi, Japan Library Limited, 1991, ISBN 1-873410-05-0
- Schoolmaster to an Empire by R. Henry Brunton, edited by Edward R. Beauchamp, Greenwood Press, 1991, ISBN 0-313-27795-8